# Teatrul popular în Transilvania
Teatrul popular în Transilvania este ansamblul producțiilor de teatru popular din spațiul cultural al Transilvaniei. 
Teatrul popular a apărut în Transilvania abia în a doua jumătate a secolului al XX-lea. La început, denumirea de „teatru popular” a fost câștigată de acele trupe de amatori care aveau o forță mai mare decât media, selectau piesele pentru a fi interpretate cu mai multă atenție și erau în permanență active. A reprezentat un fel de pas de mijloc între grupurile auto-active iubitoare de artă și ansamblurile de teatru profesionale. După revoluția română din 1989, se poate vorbi și de aspirații de teatru popular în cazul trupelor profesioniste, adesea ca opusul aspirațiilor de teatru artistic, presupunând opoziția ireconciliabilă a celor două aspirații.
Peste zece astfel de ansambluri au fost create în Transilvania în anii 1960.